# Leonardo Co
Leonardo L. Co (29 december 1953 - Kananga, 15 november 2010) was een Filipijns botanicus, die was gespecialiseerd in taxonomie en etnobotanie. Co werkte als botanicus voor Conservation International Philippines en was onderzoeker voor de University of the Philippines. Hij verwierf internationaal aanzien door de ontdekking van diverse plantensoorten die endemisch zijn in de Filipijnen, waaronder de naar hem vernoemde Rafflesia-soort Rafflesia leonardi. Co kwam op 15 november 2010 om het leven toen hij bij een veldtocht op het eiland Leyte getroffen werd bij een gevecht tussen het Filipijnse leger en leden van de rebellenbeweging New People's Army.

## Carrière
Co startte in 1972 met een bachelor-opleiding in de botanie aan de University of the Philippines (UP). Hij stond al tijdens zijn studie bekend om zijn enorme passie voor en grote kennis van Filipijnse planten. In 1977, zijn laatste jaar als student, schreef hij het boek Manual on some Philippine Medicinal Plants dat werd uitbracht door de UP Botanical Society. Hij slaagde er echter niet in om zijn studie dat jaar succesvol af te ronden. Hij werkte als botanicus voor Conservation International-Philippines en als onderzoeker voor het Institute of Biology van de University of the Philippines. Ook was hij voorzitter van de Philippine Native Plants Conservation Society en was hij de conservator van het Jose Vera Santos Herbarium.
Het grootste deel van zijn tijd als botanicus bracht hij door in de bossen van het bergachtige noorden van Luzon, het grootste Filipijnse eiland. In 1981 schreef hij het boek Common Medicinal Plants in the Cordillera Region: A Trainor's Manual for Community-Based Health Programs, waarin hij meer dan 120 endemische plantensoorten uit de Cordillera Central beschreef. In zijn carrière als botanicus ontdekte hij diverse nieuwe endemische plantensoorten. Zo werden onder zijn leiding diverse nieuwe orchideeënsoorten in Palawan ontdekt en was hij betrokken bij de ontdekking in 2008 van de naar hem vernoemde Rafflesia leonardi in de oerwouden van de Sierra Madre op Luzon. In de zomer van 2009 kreeg Co vanwege zijn verdiensten op het gebied van de botanie alsnog zijn bachelor-diploma in de botanie uitgereikt door de University of the Philippines.
Op 15 november 2010 kwam Co om het leven tijdens veldwerk in de bossen van Kananga op het eiland Leyte waar hij en twee assistenten werkten aan een biodiversiteitsproject van het Energy Development Corporation (EDC). Volgens verklaringen van het Filipijnse leger werden Co en beide assistenten dodelijk getroffen toen zij midden in een vuurgevecht tussen het 19e infanterie bataljon en leden van de communistische rebellenbeweging NPA terecht gekomen waren. Volgens een verklaring van de CCP, de politieke tak van de NPA waren de militairen de enigen die vuurden op het moment dat de drie om het leven kwamen. Minister van justitie Leila de Lima gelastte daarop op 24 november een onderzoek naar de toedracht van het incident. Een onderzoeksgroep van wetenschappers concludeerde begin december uit sporenonderzoek al dat er geen sprake zou zijn geweest van een vuurgevecht, maar dat alleen de militairen gevuurd zouden hebben.